# توزی اسلاید
«توزی اسلاید» (به انگلیسی: Toosie Slide) ترانه‌ای از رپر کانادایی دریک برای آلبوم میکس‌تیپ تجاری نوارهای نمایشی خط تاریک (۲۰۲۰) است. این ترانه در ۳ آوریل ۲۰۲۰ به‌عنوان تک‌آهنگ لید آلبوم از طریق ریپابلیک رکوردز و OVO منتشر شد. موزیک ویدئو در کنار ترانه منتشر شد که دریک را به علت بیماری همه‌گیری کرونا ویروس به صورت قرنطینه نشان می‌دهد.
این ترانه به رتبه ۱ در جدول ۱۰۰ آهنگ داغ بیلبورد رسید و دریک به اولین هرمند مرد تبدیل شد که ۳ تک‌آهنگش را در شروع به کار به رتبه یک رسانده‌است.